# Gungriffon Blaze
Gungriffon Blaze est un jeu vidéo sur PlayStation 2 développé par Game Arts, publié par Swing! Entertainment et sorti à l'occasion du lancement de la console aux États-Unis.
Faisant suite à Gunfriffon et Gunfriffon II tous deux sortis sur la Sega Saturn, Gunfriffon Blaze est un jeu de combats de robots dont l'action se déroule après la troisième guerre mondiale de 2015. Il obtient la note de 6/10 sur Gamekult.com.